# Xenodermus javanicus
Xenodermus javanicus е вид влечуго от семейство Xenodermatidae. Видът не е застрашен от изчезване.

## Разпространение
Разпространен е в Бруней, Индонезия, Малайзия, Мианмар и Тайланд.

## Описание
Популацията на вида е нарастваща.